# Parc national Bredhi Hotoves
Le parc national Bredhi Hotoves (albanais : Bredhat e Hotovës-Dangëlli) est un parc national situé au sud de l'Albanie, dans la région de Frashër, à 35 km au nord-est de Përmet. Le parc a une superficie de 343 km² et est connu comme l'un des poumons naturels du sud de l'Albanie. Il tire son nom du sapin de Hotova qui est considéré comme l'une des plus importantes reliques de plantes méditerranéennes du pays. 
Avec une taille de 34 361 hectares composée principalement de sapins bulgares, la zone a été déclarée parc national par le gouvernement albanais, le 15 janvier 1996. Le parc est placé sous la juridiction du service des forêts du district de Permet, et de l'Agence nationale des aires protégées de l'Albanie (AKZM).
La région est de loin la plus protégée de tous les massifs forestiers en Albanie, ayant réussi à résister à tout dommage ou la déforestation par l'homme.

## Géographie
La vue impressionnante sur le parc peut être observée à partir de la vallée Lumica jusqu'au sommet du Mont Kokojka. Vers 800 à 1000 mètres d'altitude, on trouve de vastes prairies entourées par de grands arbres, vieux de plusieurs siècles, formant une ceinture géante de verdure. En hiver, les visiteurs peuvent apprécier la couverture de neige couvrant les sapins, et en été profiter de l'abondance de l'air frais, à l'écart de l'étouffante chaleur de l'été albanais.  

## Équipements
Jusqu'à 2015, la route menant au parc de SH75 dans Piskova n'était pas asphaltée et nécessitait un 4x4. Il n'y a pas de nourriture dans le parc, bien que l'on puisse en ramener ou en commander dans les villages à proximité. L'eau peut être obtenue auprès des fontaines à eau fraîche, situées sur le bord de la route le long du trajet. 

## Flore et faune

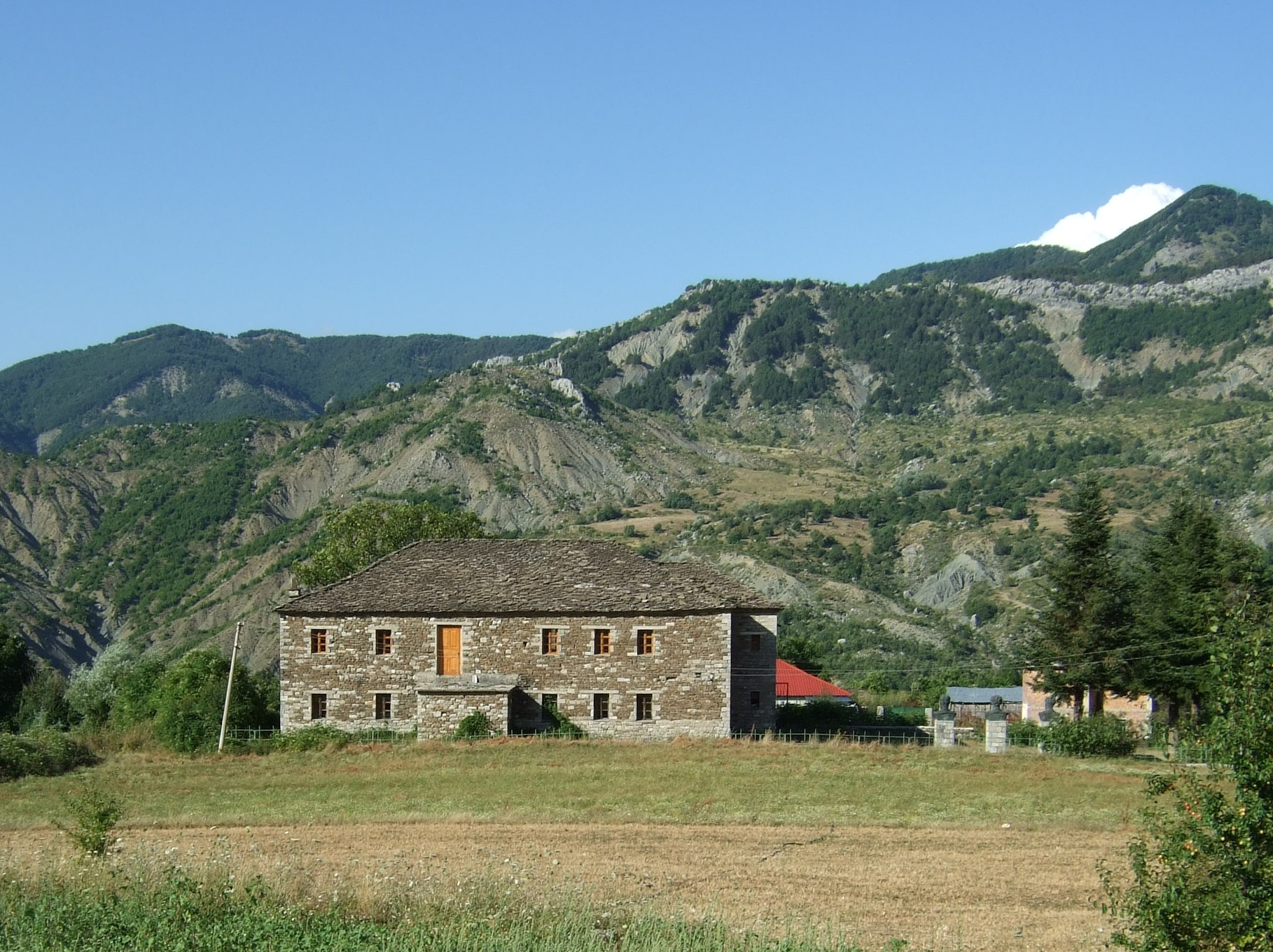
Maison musée des frères Frashëri à Frasher, Permet.

Bredhi Hotoves contient la plus grande zone de sapins bulgares des Balkans. D'autres espèces comprennent l'érable, le charme noir, le chêne vert, la genièvre rouge et noire, la framboise...
Une partie de la faune du parc comprend l'ours brun, le loup, le renard, le sanglier, le lièvre, l'écureuil, la chèvre sauvage, etc. Le cerf peut également être vu sur les pâturages à l'intérieur de la forêt.

## Points de repère
- La Maison-tour des frères Frasheri et le musée de Frasher, reconstruit dans les années 1970 par le gouvernement albanais. Le musée présente des documents, des photographies et des sculptures sur les origines des Frères Frashëri ainsi que sur leur contribution à la Renaissance albanaise.
- Le canyon Langarica, idéal pour le rafting
- Le pont ottoman Katiu et les eaux thermales de Benja
- Une variété de sentiers autour de la zone sont marquées et peuvent être trouvés ICI